# 오디오 비트 심도

4비트 PCM 디지털 샘플(파란색)로 인코딩된 아날로그 신호(빨간색) 비트 심도는 4이므로 각 샘플의 진폭은 16개의 가능한 값 중 하나이다.

PCM(펄스 부호 변조)을 사용하는 디지털 오디오에서 비트 심도(bit depth)는 각 샘플의 정보 비트 수이며 각 샘플의 해상도(resolution)와 직접적으로 일치한다. 비트 심도의 예로는 샘플당 16비트를 사용하는 콤팩트 디스크 디지털 오디오, 샘플당 최대 24비트를 지원할 수 있는 DVD 오디오 및 블루레이 디스크가 있다.
기본 구현에서 비트 깊이의 변화는 주로 양자화 오류로 인한 잡음 수준, 즉 신호 대 잡음비(SNR) 및 다이내믹 레인지에 영향을 미친다. 그러나 디더링, 노이즈 셰이핑, 오버샘플링과 같은 기술을 사용하면 비트 깊이를 변경하지 않고도 이러한 효과를 완화할 수 있다. 비트 심도는 비트레이트와 파일 크기에도 영향을 미친다.
비트 심도는 PCM 디지털 신호를 설명하는 데 유용하다. 손실 압축을 사용하는 형식과 같은 비PCM 형식에는 관련 비트 깊이가 없다.

## 같이 보기
- 색 깊이